# مرکز مالی جهانی (ساختمان شماره ۳)
مرکز مالی جهانی (ساختمان شماره ۳) (به انگلیسی: Three World Financial Center) که با نام برج آمریکن اکسپرس نیز شناخته می‌شود، یکی از چهل آسمان‌خراش بلند نیویورک است که در خیابان وست بین خیابان‌های لیبرتی و وسی در منهتن جنوبی قرار گرفته‌است. ارتفاع این ساختمان ۲۲۵ متر (۷۳۹ پا) است و یکی از چهار ساختمان مرکز مالی جهانی محسوب می‌شود. این ساختمان همانند مرکز مالی جهانی (ساختمان شماره ۲) است با این تفاوت که سقف این ساختمان هرمی و ساختمان شماره ۲ گنبدی است.